# しなやかな風
しなやかな風（しなやかなかぜ）は、名古屋鉄道および名鉄グループのイメージソング（社歌）。

## 概要
1994年に制作された曲。作曲はつのだ☆ひろ、作詞は森雪之丞。同社の創業100周年を記念して作成された。
歌詞なしのメロディーが、名古屋鉄道の名古屋駅や金山駅などの主要駅で、毎日7時から20時30分までの毎時28分と58分に流れ、続いて「駅構内は全面禁煙」であるとのアナウンスが流れる。なお、当時系列だった「名鉄パレ（現在のパレマルシェ）」でも駅とは別のバージョンが流されていた。
1994年から1997年まで運行されていた特急列車「名鉄ブルーライナー」のうち、1000系電車ではミュージックホーンにより、最後の4小節を流していた。
2024年6月から、同社の創業130周年記念列車として2000系電車（2003号編成）で運行されている「ブルーミュースカイ」ではミュージックホーンにより、歌い出しの最初の1小節目を流している。
東海テレビのテレビ番組『ふるさと紀行』でも、一時期はオープニングでこの曲を流しながら博物館明治村やリトルワールドの景色を映し、名鉄グループの社名をロールスクリーン方式で紹介していた。また、名古屋鉄道が提供するラジオ番組でも「しなやかな風」のインストゥルメンタルを流して、名鉄沿線の催し物や旅行・ハイキングの案内などが報じられることがある（ラジオ局アナウンサーによる生放送の場合とCMに近い録音の場合がある）。

## 収録CD
1994年にVAPレコードから、つのだ☆ひろ&大橋純子の歌入りCDが発売されていた。2024年までに廃盤となり現在では入手が困難との情報がある。
2010年に名古屋開府400年を記念し、名古屋のご当地ソングを集めたコンピレーション・アルバムとしてキングレコードから発売されたCD『名古屋の歌だがね 名古屋開府400年記念CD』では、17曲目に「しなやかな風」がつのだ☆ひろ&高橋奈保子のデュエットで収録されている。これはオリジナルの名鉄バージョンとは歌詞が若干異なる。